# Les Vallois
Les Vallois ist eine französische Gemeinde mit 124 Einwohnern (Stand: 1. Januar 2022) im Département Vosges der Region Grand Est. Sie gehört zum Arrondissement Neufchâteau und zum Kanton Darney. Die Bewohner werden Valloisiens und Valloisiennes genannt.

## Geografie

### Lage
Les Vallois liegt im Süden der historischen Region Lothringen, etwa 14 Kilometer südöstlich von Vittel und etwa 27 Kilometer westlich von Épinal. Knapp 92 % des Gebiets der Gemeinde wird landwirtschaftlich genutzt.
Umgeben wird Les Vallois von den sechs Nachbargemeinden:

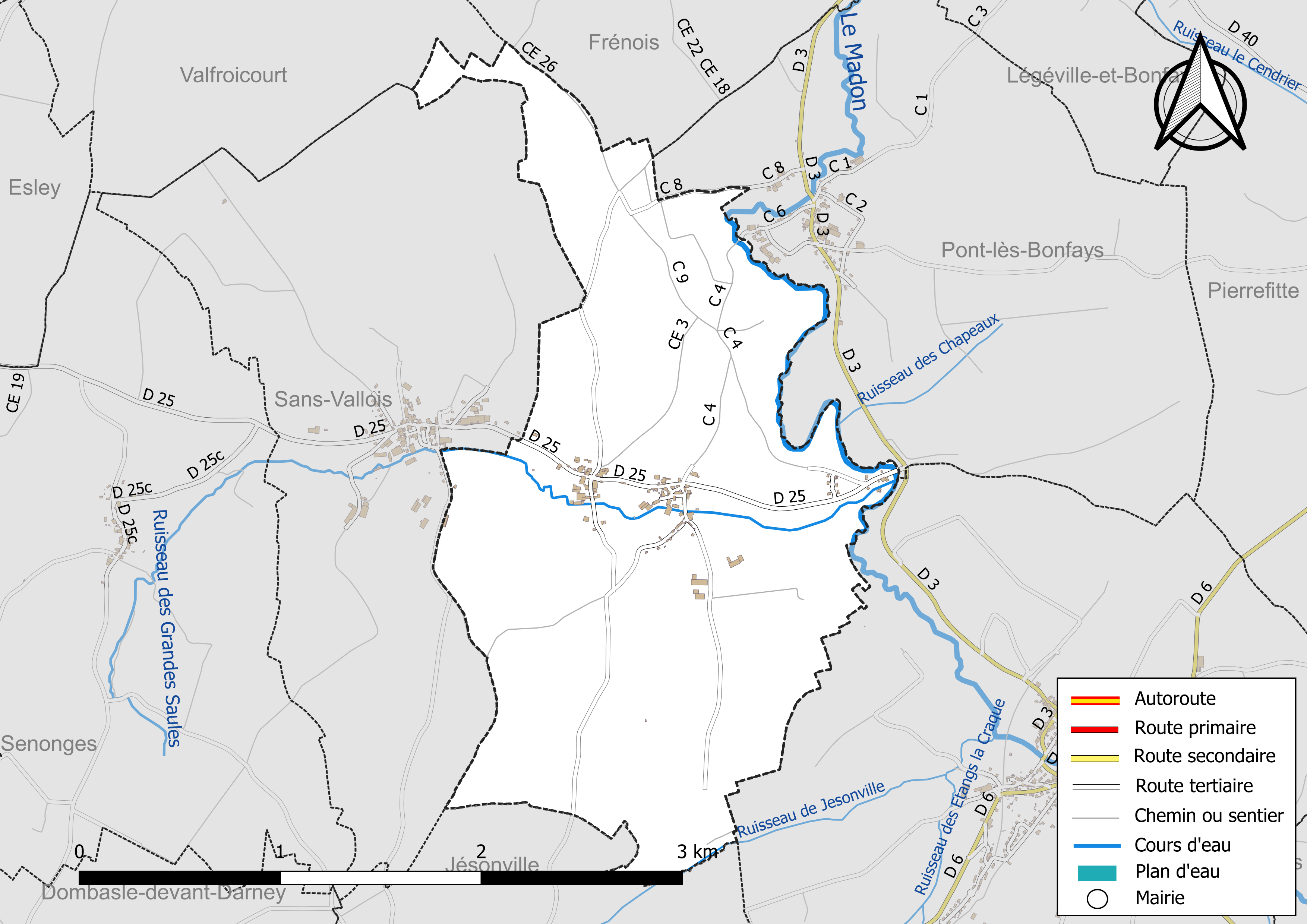
Gewässer und Straßen der Gemeinde

| Valfroicourt | Frénois                                     | Pont-lès-Bonfays |
| Sans-Vallois | Kompassrose, die auf Nachbargemeinden zeigt | Lerrain          |
|              | Jésonville                                  |                  |

### Hydrografie
Die Gemeinde liegt im Einzugsgebiet des Rheins. Der Fluss Madon, ein Nebenfluss der Mosel, bildet östlich die Grenze zu den Nachbargemeinden. Weiterhin wird das Gemeindegebiet vom Ruisseau des Grandes Saules und dem Ruisseau de Jesonville entwässert.

## Bevölkerungsentwicklung

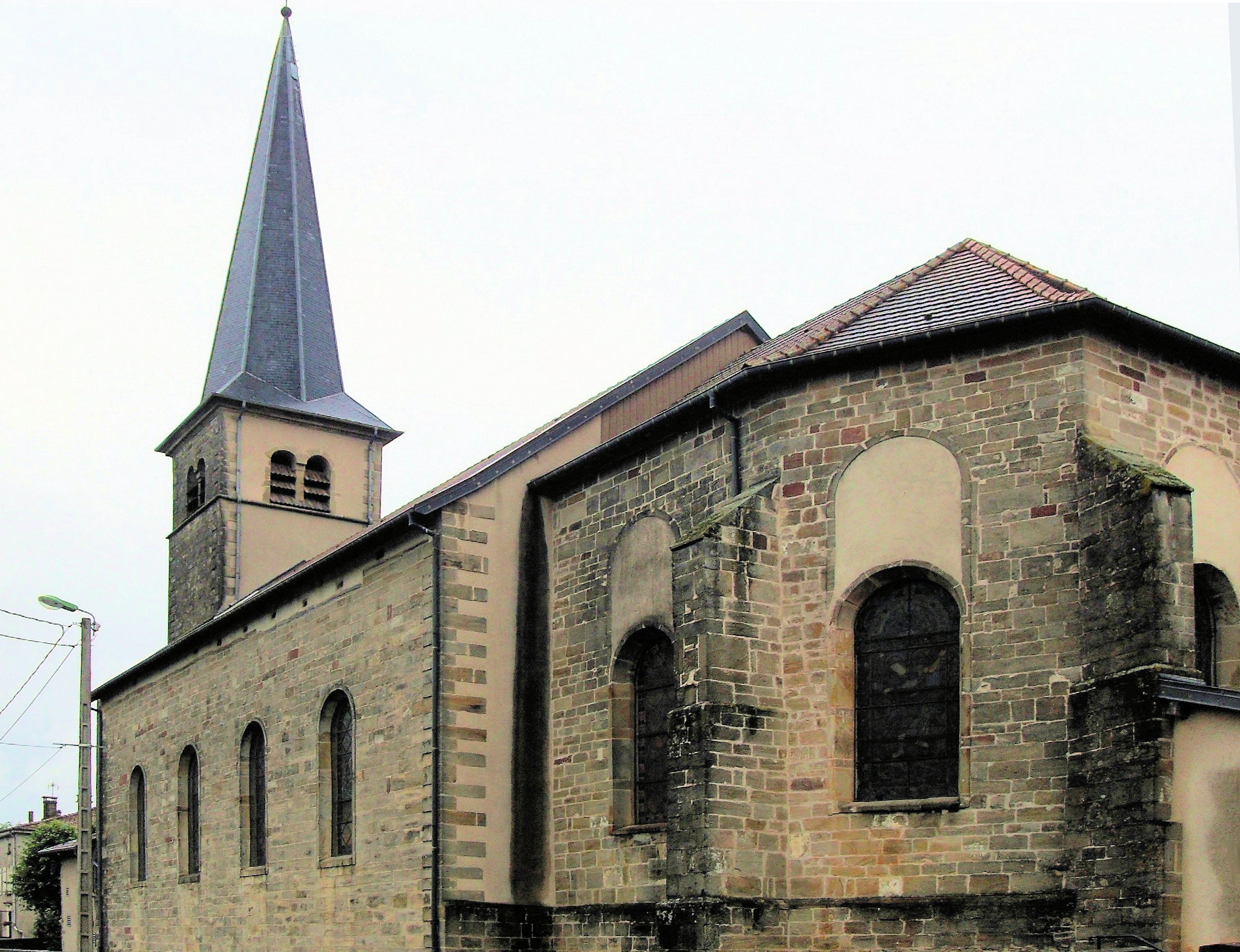
Kirche Saint-Michel

| Jahr      | 1962 | 1968 | 1975 | 1982 | 1990 | 1999 | 2007 | 2019 |
| Einwohner | 119  | 122  | 114  | 100  | 95   | 95   | 104  | 119  |

## Sehenswürdigkeiten
- Kirche Saint-Michel (Chorschranke als Monument historique klassifiziert)